# 終わりなき夏 永遠なる音律
『終わりなき夏 永遠なる音律』（おわりなきなつ とわなるしらべ）は、2009年7月24日に日本のアダルトゲームメーカーであるファイアージュから発売されたWindows用美少女ゲーム。略称は「わりなき」。

## 概要
アージュ（âge）の姉妹ブランドであるファイアージュ（φâge）の第2作。山奥の村にある分校の音楽部を舞台とした恋愛アドベンチャーゲームである。
ディレクターの鬼畜人タムーによれば、作品のテーマは「仲間同士の絆」と「受け継がれるもの」。音楽部が演奏する楽曲や作中BGMの一部では、弦楽器の生演奏を使用している。

## あらすじ
ここは九州の山奥・須野村。冬馬巧は少年部・青年部合わせて30数人の須野分校に通い、幼馴染みのメンバーと共に、結成されたばかりの音楽部で活動していた。プロのソリストを目指す巧だったが、ある夜に部室で奏でられるヴァイオリンの音を聴いて大きなショックを受ける。やがて山奥の村にも世界の激変がひたひたと迫り、忘れることのできない「終わりなき夏」が始まる。

## 登場人物
※以下のキャラクターの学年表記は、プロローグ時→本編時のもの。

### 主人公
冬馬 巧（とうま たくみ）
本作の主人公でヴァイオリンと指揮担当。学園青年部1年生→2年生。
ヴァイオリン職人の父親・桂と共に、幼い頃に須野村に引っ越してきた（母親は事故で亡くなっている）。桂が工房に篭もってばかりで働かないため、かつての桂の蓄えと、自ら畑で作った野菜を村の人々に行商して生活の糧を得ている。幼馴染みの澪や歌音とは家族同然の付き合いで、一緒に食卓を囲んだり、一つ布団で寝たりしている。
幼少の頃からヴァイオリンを弾いており、いずれプロのソリストになるのが夢だった。音楽部でも巧が他のメンバーにずっと指導してきたが、転校生・藍のヴァイオリンを聴いてレベルの違いにショックを受け、藍が音楽部に加入後はヴァイオリンを手に取らなくなってしまった。
律子が引退した後は学生会スーパーバイザー（特別顧問）を引き継ぎ、学生会長の歌音をサポートしつつ、学園行事の中心となっている。

### 朝木学園須野分校音楽部
音楽部は物語開始の半年前に結成された。澪・歌音・律子の3人は数年前から巧に楽器を習っていたが、律子の発案で分校の音楽部として活動を始めた。学園の側の山中にある、長く使われていなかった温室を部室にしている。初めての対外演奏を須野村芸術祭で披露し、その存在が村の内外に知られることになる。
小鳥遊 澪（たかなし みお）
声：藤森ゆき奈
ヴァイオリン担当。身長：140cm、体重:38kg、血液型：O型。3サイズ：B75,W54,H76。学園少年部3年生→青年部1年生。
巧の年下の幼馴染み。引っ込み思案で人前に出るのが苦手。ヴァイオリン演奏でも巧の影に隠れてなかなか表に出てこない。幼い頃に父親・保（たもつ）と2人で須野村へやってきた。保は春奈と再婚したが直後の交通事故で亡くなってしまい、その事故以後、澪は巧を兄のように頼っている。家事全般が得意で、冬馬家でもよく巧と共に御飯を作っている。好き嫌いが多く、にんじんとピーマンが嫌い。
雨宮 歌音（あまみや かのん）
声：水瀬沙季
ヴィオラ担当。身長：160cm、体重:48kg、血液型：AB型。3サイズ：B85,W58,H82。学園青年部2年生→3年生。
巧の年上の幼馴染み。学生会副会長。律子が引退してからは学生会長と音楽部部長を務める。成績は学年一だが、マイペースで天然、ドジな性格。澪と反対に家事は大の苦手（と言うより不器用）で、台所に立たせるととんでもないことになる。歌音の母親と澪の父親は同じ交通事故で亡くなっていて、歌音は事故後から感情を表に表さなくなり、巧に精神的に依存してしまっている。
大上 律子（おおがみ りつこ）
声：柚原みう
チェロ担当。身長：150cm、体重:45kg、血液型：AB型。3サイズ：B86,W55,H87。学園青年部3年生→卒業。
巧の先輩で、須野分校音楽部の創始者であり部長。学生会でも自ら創設した役職「スーパーバイザー」（特別顧問）を務め、さまざまな行事・企画の中心となっている。セーラー服の上に学ランを羽織り、気が強く豪快で男気な性格で、男女関係なく抱きついたり胸やお尻を触る淫行も働く。巧は彼女にさんざん振り回されてきたが、同時にそのリーダーシップに大きな影響を受けており、憧れの人となっている。須野村芸術祭での演奏の後に音楽部を引退、スーパーバイザーも巧に引き継がせた。
折原 藍（おりはら あい）
声：宮沢ゆあな
ヴァイオリン担当。身長：158cm、体重:45kg、血液型：A型。3サイズ：B85,W55,H84。学園青年部1年生→2年生。
物語開始前の春に須野分校に転校してきた少女。学生会役員。スポーツ万能・成績優秀で負けず嫌いな性格。律子が目を付け、音楽部に勧誘するも「興味ない」「素人だから」とずっと断っていた。が、実はハイレベルなヴァイオリンの腕を持っており、巧の必死の勧誘や勝負の結果、音楽部に加わることになった。放課後は家業の喫茶店「アイ」を手伝っており、音楽部の活動には出たり出なかったりしている。
越野 可憐（こしの かれん）
声：真宮ゆず
チェロ担当。身長：143cm、体重:42kg、血液型：B型。3サイズ：B83,W56,H80。学園青年部1年生（本編時）。
巧の親友・隆の妹で、家業「越野商店」のマスコット的存在。父親が引き取った孤児たちも含めた大家族の中で家事を担い、藍の家の喫茶店でバイトもしている。巧とは幼馴染みで、以前から密かに好意を持っていた。青年部1年生になって音楽部に入部し、律子が弾いていたチェロを引き継いだ。その後留学してきたリーゼを「師匠」と呼び、個人的にリーゼにチェロを習っている。
リーゼロッテ・シュレーベル
声：倉田まりや
チェロ担当。身長：155cm、体重:48kg、血液型：A型。3サイズ：B89,W59,H88。学園青年部2年生（本編時）。
須野分校にアメリカから留学に来た金髪碧眼の少女。愛称はリーゼ。いつも賑やかで明るく、笑顔が絶えない。やってきた当初は歴史小説などで憶えた怪しい日本語を話していたが、徐々に慣れてスムーズにしゃべれるようになった。須野村内の旅館の一室を借りて生活している。運動音痴で不器用だが、幼少時から母親に教わったチェロの腕は天才的で、音楽部では始終藍と張り合っている。

### その他
越野 隆（こしの たかし）
声：本多啓吾
巧の親友で可憐の兄。学園青年部1年生→2年生。越野商店の長男。すぐ女の子に告白したがるお調子者だが、いざとなると尻込みしてしまう小心者でもある。機械いじりが好きで、古いバイクを修理して乗り回したりするが、いざという時に止まってしまうなど、こちらも頼りにならない。
安藤 元子（あんどう もとこ）
声：青井美海
青年部1年生→2年生で巧たちのクラスメイト。真央の親友。
木田 真央（きだ まお）
声：羽鳥空
青年部1年生→2年生で巧たちのクラスメイト。元子の親友。
冬馬 桂（とうま けい）
巧の父親でヴァイオリン制作者。巧が幼い頃に共に須野村に引っ越してきた。脚が悪く、松葉杖を突いている。家の離れの工房に篭もってばかりで巧とあまり顔を合わせず、親子関係はぎくしゃくしている。
小鳥遊 春奈（たかなし はるな）
声：西野みく
須野分校の教師。国語担当。言動が子どもっぽく、かつては村のマスコットとしてかわいがられ、現在は学生から「春奈ちゃん」と呼ばれて慕われている。澪の父親と結婚して義理の母となり、直後に交通事故で夫を失ったが、不安定な澪を辛抱強く支えている。
雨宮 宗仁（あまみや そうじん）
須野分校の教師。歌音の父。巧たちのクラス担任。指導は真面目で厳しい。交通事故で妻（歌音の母）を亡くし、事故直後は歌音を虐待するなど荒れていたが、最近は落ち着いている。
小塚 弘子（こづか ひろこ）
声：一色ヒカル
YAMAHO音楽スクールのハイクラス講師。ふらりと須野村にやってきた。ヴァイオリンは超絶的な技巧を持つが、音楽以外はいわゆる「ダメな大人」で、酒癖が悪く無遠慮でマイペース。おしかけ的に音楽部の顧問となる。
草田 那美（くさだ なみ）
声：御苑生メイ
YAMAHO楽器の会長秘書。小塚の依頼を受けて会社から須野村へ派遣されてきた。スーツ姿で、職務に忠実。
山穂 周次郎（やまほ しゅうじろう）
YAMAHO楽器の創設者であり、現会長。体調を崩して北九州市の病院に入院したが、筋骨隆々とした体格でとても病人には見えない。
越野 五郎（こしの ごろう）
越野商店店主。隆と可憐の父親。孤児達を家に引き取って育てる心優しい人物だが、おかしな新商品をあれこれ試して周囲に迷惑を掛けたりもする。
村長
須野村の村長。村の中心人物として、学園や音楽部を影で支援している。

## 主題歌
オープニングテーマ「eternal promise」
作詞：神崎ゆう / 作曲：藤末樹、神崎ゆう / 編曲：藤末樹 / 歌：Dreamy crown
エンディングテーマ「終わりなき夏 永遠なる音律」
作詞：神崎ゆう / 作曲：藤末樹、神崎ゆう / 編曲：藤末樹 / 歌：Dreamy crown

## スタッフ
- 原画：日向恭介
- シナリオ：味塩ロケッツ with 企画屋
- ディレクター：鬼畜人タムー、タシロハヤト
- 制作総指揮：タシロハヤト

## 関連商品

### 書籍・小説
小説版『終わりなき夏 永遠なる音律』（集英社スーパーダッシュ文庫）
著：砂浦俊一 / イラスト：日向恭介 / 原著：ファイアージュ
- 上巻　2009年12月25日発売　ISBN 978-4-08-630523-5
- 下巻　2010年2月25日発売　ISBN 978-4-08-630534-1

全年齢対象。表紙は2巻とも小鳥遊澪のイラストが描かれている。
スピンオフストーリー「アタシの音 アナタの音」
文：榛野澪 / イラスト：日向恭介 / ミニキャライラスト：凄鉄
『PUSH!!』2009年10〜12月号に連載（全3回）。第1〜2回は公式サイトでも公開された。越野可憐を主人公とした、音楽部の仲間達との日常が描かれたストーリー。

### CD
マキシシングル『eternal promise/終わりなき夏 永遠なる音律』
2009年8月26日発売　発売元：Lantis
主題歌2曲のフルバージョン／インストゥルメンタルを収録。

## インターネットラジオ
インターネットラジオ『君のぞらじお eternity』の番組内番組『わりなきらじお』が2009年5?10月に配信された（全27回）。パーソナリティは藤森ゆき奈（小鳥遊澪役）、倉田まりや（リーゼロッテ・シュレーベル役）。

## 備考
本作は同社の一連の作品『マブラヴUNLIMITED編』『マブラヴ オルタネイティヴ』と同一の時間軸・世界に該当する。年代は1995年（プロローグ）〜1996年（本編）に相当し、それら作品の史実に影響を受ける要点が何点か存在する。このため、前提知識を持ち合わせているとより理解が深めることができるが、これらをプレイしていないユーザーであっても、物語の本質を十分に楽しむことができるような配慮がなされている。
『アージュ十周年記念 マブラヴ オルタネイティヴ クロニクルズPV』初版において、強化装備を身にまとった大上律子とおぼしき人物が登場しているが、『マブラヴ オルタネイティヴ クロニクルズ01』に収録された同PVでは『マブラヴ アンリミテッド THE DAY AFTER』のワンシーンに差し替えられている。
『マブラヴ オルタネイティヴ クロニクルズ02』においては、作中舞台であった須野村出身のキャラクターである美桜乃雫が出演している。そして『03』にて大上律子が登場し、美桜乃雫と幼少期に合っていたらしいが、雫はそのことを小さかったために覚えていない。瀕死の律子の回想によればBETA大戦によって父を失い、その心労のために母親が倒れたため、越野可憐・隆のところに雫は預けられていた。